# 克里斯·金
克里斯托弗·唐奈·金（英語：Christopher Donnell King，1969年7月24日—），美国NBA联盟职业篮球运动员。他在1992年的NBA选秀中第2轮第45顺位被西雅图超音速选中。